# Leptocerina mauritii
Leptocerina mauritii är en nattsländeart som först beskrevs av Jacquemart 1963.  Leptocerina mauritii ingår i släktet Leptocerina och familjen långhornssländor. Inga underarter finns listade i Catalogue of Life.